# Чирије
Чирије (итал. Cirié) је насеље у Италији у округу Торино, региону Пијемонт.
Према процени из 2011. у насељу је живело 17439 становника. Насеље се налази на надморској висини од 345 м.

## Становништво
Према резултатима пописа становништва 2011. у општини је живело 18.415 становника.
| 1936. | 1951. | 1961.  | 1971.  | 1981.  | 1991.  | 2001.  | 2011.  |
| ----- | ----- | ------ | ------ | ------ | ------ | ------ | ------ |
| 8.500 | 9.253 | 10.707 | 15.406 | 19.004 | 18.151 | 18.188 | 18.415 |